# Paolo Maranini
Paolo Maranini (Copparo, 30 settembre 1875 – Milano, aprile 1941) è stato un giornalista e sindacalista italiano.

## Biografia
Pur nato da un'agiata famiglia, fu costretto ad abbandonare l'università per problemi economici. L'incontro con l'ambiente universitario fu comunque determinante nel percorso formativo di Maranini, perché ebbe come compagno di studi Arturo Poppi, editorialista del periodico socialista La Rivista, con il quale condivise idee politiche e passione per il giornalismo.
Maranini aderì al socialismo militante appena diciannovenne, come si evince da quanto scritto su La Rivista del 21 febbraio 1894 che lo indica come membro del comitato dirigente della lega socialista ferrarese "I figli del lavoro".
Nel 1896 conosce Rina Melli, ebrea appartenente a una facoltosa famiglia di commercianti, che sposò nel 1900 e con cui ebbe i figli Giuseppe, Rosa e Lorenza, oltre che una fitta collaborazione politica ed editoriale, che durò per tutta la vita. 
Nello stesso anno diviene redattore del periodico socialista La Scintilla diretto da Francesco Baraldi, testata di cui diverrà direttore dal 1900  fino al 1902.
Nel 1898 fu arrestato nel corso di un congresso provinciale del partito insieme ad altri dirigenti e attivisti con l'accusa di violazione delle leggi sull'editoria; fu assolto per mancanza di prove.
Assunta la direzione e l'amministrazione del periodico La Scintilla, Maranini ne fece il settimanale socialista più diffuso dopo La Giustizia di Prampolini, concependolo come strumento politico per la costituzione delle leghe dei contadini e per la loro formazione politica e sindacale. Ciò avveniva in accordo con l'obiettivo principale del gruppo dirigente socialista di Ferrara, ossia disciplinare, educare e organizzare la massa di contadini che si iscrivevano alle leghe. In particolar modo Maranini riteneva un obiettivo politico importante accettare la svolta filogovernativa del partito ed il processo di gradualità nell'azione concreta.
Il 19 di maggio 1901 con il suo contributo si era costituita a Ferrara la federazione provinciale delle leghe. I dirigenti socialisti erano soddisfatti  ma al tempo stesso comprendevano la delicatezza del momento politico, in quanto i proprietari terrieri erano spaventati dal livello di organizzazione che i contadini e gli operai avevano raggiunto. Paolo, insieme alla moglie Rina, fu il principale organizzatore del grande sciopero generale dei contadini del ferrarese avvenuto nel 1901.
Nonostante tutti i tentativi di moderazione e mediazione, nel corso dello sciopero di Berra, il 27 giugno, al ponte Albersano tre operai persero la vita e molti altri furono feriti dal fuoco dei soldati comandati dal tenente De Benedetti. Anche a seguito di questo grave evento, gli anarchici ed i socialisti rivoluzionari cominciarono ad accusare i socialisti moderati, ed in particolare Maranini, di non difendere gli operai in nome di una politica filo-turatiana. Lo scontro si estese all'interno del gruppo dirigente, che si spaccò fra moderati (a cui apparteneva Paolo) e rivoluzionari. Amareggiato per il clima di scontro e per le accuse diffamatorie nei suoi confronti, Paolo nel 1902 lasciò insieme alla moglie Ferrara per trasferirsi a Genova, dove entrò a far parte della redazione della nuova testata Il Lavoro, quotidiano socialista della città. Là egli continuò la sua attività di giornalista anche come direttore di Eva, periodico socialista femminile fondato dalla moglie Rina, e come editorialista del giornaletto umoristico socialista La Scopa. Nel maggio del 1903 fu condannato in corte d'appello per reati di stampa a due mesi e mezzo di carcere e ad una multa di 207 lire. Nell'aprile del 1904 si trasferisce a Trento, come redattore de Il Popolo di Cesare Battisti, 
A Trento Maranini appoggia l'irredentismo ed il nazionalismo del giornale socialista e per questo viene espulso nel gennaio del 1907 da parte delle autorità austriache e costretto a tornare in Italia.
Si trasferisce quindi per un breve periodo a Bologna, dove viene assunto a Il Resto del Carlino, il cui direttore e proprietario era il fervente democratico ferrarese Amilcare Zamorani. Ormai dedito quasi esclusivamente al giornalismo democratico e alla famiglia, dopo una breve esperienza a Il Secolo di Milano ritorna a Bologna, come redattore de Il Mattino, dove conosce Nenni e sostiene una linea interventista.
Ritornato a Milano nel 1920, viene chiamato da Bertesi come redattore a Il Secolo, ma dopo breve tempo, temendo che la testata a seguito di un imminente cambio di proprietà si allontanasse dalla tradizionale linea democratica e di sinistra, scrisse il 23 giugno del 1923 al senatore Luigi Della Torre, presidente della Società editrice italiana e proprietario del giornale, «la nuova organizzazione del Secolo mi creerebbe una situazione morale incompatibile colla mia dignità personale e professionale». Lasciata la redazione de Il Secolo, si dedicò al lavoro editoriale e diresse a partire dal 1934 la nuova casa editrice Bietti, che divenne famosa per le sue collane editoriali popolari. Visse il resto della propria vita a Milano in condizioni di scarso agio economico, rimanendo un punto di riferimento e di sostegno per molti socialisti e democratici, fino alla morte sopraggiunta nell'aprile del 1941.

## Opere
- Paolo Maranini, Cesare Battisti: profilo, Piacenza, Società tipografica editoriale Porta, 1922. Versione in formato ePub: Liberi Pomi Editore, Milano: 2020, ISBN 9788890904271